# Heidi Obrecht
Heidi Obrecht (* 6. Mai 1942 in Mürren) ist eine ehemalige Schweizer Skirennfahrerin.

## Karriere
Obrecht feierte ihr internationales Renndebüt 1962 bei den SDS-Rennen in Grindelwald. 1964 nahm sie zum ersten und einzigen Mal an Olympischen Winterspielen teil. Bei den Wettkämpfen in Innsbruck erreichte sie im Slalom den 14. Platz, in der Abfahrt wurde sie 17. Wenige Wochen nach den Spielen von Innsbruck feierte Obrecht bei der Winter-Universiade in Špindlerův Mlýn den bis zu diesem Zeitpunkt grössten Erfolg ihrer Karriere.
Sie gewann Gold in der Alpinen Kombination sowie Silber im Riesenslalom und Bronze im Slalom. Allgemein sollte Obrecht bei den Universiaden ihre grössten Erfolge feiern. 1966 gewann sie in Sestriere jeweils Bronze in Abfahrt und Alpiner Kombination, 1968 konnte sie in Innsbruck in der Abfahrt eine weitere Goldmedaille gewinnen.
Bei Weltmeisterschaften war Obrecht jedoch nicht so erfolgreich. Neben den Spielen von Innsbruck, welche auch als Weltmeisterschaft gewertet wurden, nahm sie nur noch an den Weltmeisterschaften 1966 in Portillo teil, wobei sie jedoch nur einen 13. Rang in der Abfahrt erreichte.
1968 beendete Obrecht ihrer Karriere als Skirennläuferin.

## Privates
Ihre Schwester Theres Obrecht war ebenfalls als Skirennfahrerin aktiv.

## Erfolge

### Olympische Winterspiele
- Innsbruck 1964: 14. Slalom, 17. Abfahrt

### Weltmeisterschaften
- Innsbruck 1964: 14. Slalom, 17. Abfahrt
- Portillo 1966: 13. Abfahrt

### Universiade
- Špindlerův Mlýn 1964: 1. Alpine Kombination, 2. Riesenslalom, 3. Slalom
- Sestriere 1966: 3. Abfahrt, 3. Kombination
- Innsbruck 1968: 1. Abfahrt

### Schweizer Meisterschaften
- Gold in der Abfahrt (1965, 1966)